# Imma psoricopa
Imma psoricopa är en fjärilsart som beskrevs av Edward Meyrick 1906. Imma psoricopa ingår i släktet Imma och familjen Immidae. Inga underarter finns listade i Catalogue of Life.